# Alpina perlinii
Alpina perlinii là một loài bướm đêm trong họ Geometridae.